# Kővárgara
Kővárgara falu Romániában, Máramaros megyében.

## Fekvése
Máramaros megye nyugati részén, Nagysomkúttól délre fekvő település.

## Története
A település és környéke már a bronzkorban lakott hely volt. Környékén gyakran találtak e korból való leleteket.
Nevét a 14. század elején Guara-ként írták, és mindig a kővári uradalomhoz tartozott.
A 20. század elején nagyobb birtokosa nem volt.
A trianoni békeszerződés előtt a település Szatmár megyéhez, és a Somkúti járáshoz tartozott.

## Nevezetességek
- Görögkatolikus, utóbb ortodox templom – 1858-ban épült.